# Мови Грузії
Грузія з давніх-давен відома як одна з найбільш багатонаціональних і багатомовних країн Кавказу. Багато народностей Грузії живуть у віддалених, важкодоступних регіонах і тому розмовляють власною мовою. Загалом у країні розмовляють 23 мовами з шести різних мовних сімей.

## Статистика

### Перепис 2014
Рідні мови в Грузії за переписом населення 2014 року:
| рідна мова           | всь- ого  | % <від усього населення країни |
| -------------------- | --------- | ------------------------------ |
| грузинська           | 3 254 852 | 87,64 %                        |
| азербайджанська      | 231 436   | 6,23 %                         |
| вірменська           | 144 812   | 3,90 %                         |
| російська            | 45 920    | 1,24 %                         |
| осетинська           | 5698      | 0,15 %                         |
| інші                 | 31 014    | 0,84 %                         |
| не вказали           | 72        | 0,00 %                         |
| усе населення країни | 3 713 804 | 100,00 %                       |

Рідні мови по краях Грузії за переписом населення 2014 року:
| край                          | усьо- го  | Грузин- ська | %       | Азер- байд- жанська |         | Вірмен- ська | %       | Росій- ська | %      | Осе- тин- ська | %      | ін- ші | %      | не ука- зали | %      |
| ----------------------------- | --------- | ------------ | ------- | ------------------- | ------- | ------------ | ------- | ----------- | ------ | -------------- | ------ | ------ | ------ | ------------ | ------ |
| ГРУЗІЯ                        | 3 713 804 | 3 254 852    | 87,64 % | 231 436             | 6,23 %  | 144 812      | 3,90 %  | 45 920      | 1,24 % | 5698           | 0,15 % | 31 014 | 0,84 % | 72           | 0,00 % |
| Аджарія                       | 333 953   | 321 823      | 96,37 % | 232                 | 0,07 %  | 3237         | 0,97 %  | 6500        | 1,95 % | 23             | 0,01 % | 2130   | 0,64 % | 8            | 0,00 % |
| Гурія                         | 113 350   | 111 343      | 98,23 % | 33                  | 0,03 %  | 998          | 0,88 %  | 742         | 0,65 % | 15             | 0,01 % | 218    | 0,19 % | 1            | 0,00 % |
| Імеретія                      | 533 906   | 530 672      | 99,39 % | 85                  | 0,02 %  | 528          | 0,10 %  | 1755        | 0,33 % | 43             | 0,01 % | 822    | 0,15 % | 1            | 0,00 % |
| Кахетія                       | 318 583   | 272 737      | 85,61 % | 32 183              | 10,10 % | 1483         | 0,47 %  | 2310        | 0,73 % | 1953           | 0,61 % | 7908   | 2,48 % | 9            | 0,00 % |
| Мцхета-Мтіанеті               | 94 573    | 90 370       | 95,56 % | 2297                | 2,43 %  | 150          | 0,16 %  | 332         | 0,35 % | 578            | 0,61 % | 846    | 0,89 % | 0            | 0,00 % |
| Рача-Лечхумі та Квемо-Сванеті | 32 089    | 31 992       | 99,70 % | 1                   | 0,00 %  | 2            | 0,01 %  | 50          | 0,16 % | 21             | 0,07 % | 23     | 0,07 % | 0            | 0,00 % |
| Самегрело-Земо-Сванеті        | 330 761   | 328 570      | 99,34 % | 55                  | 0,02 %  | 117          | 0,04 %  | 1585        | 0,48 % | 17             | 0,01 % | 416    | 0,13 % | 1            | 0,00 % |
| Самцхе-Джавахеті              | 160 504   | 79 065       | 49,26 % | 74                  | 0,05 %  | 79 878       | 49,77 % | 979         | 0,61 % | 91             | 0,06 % | 417    | 0,26 % | 0            | 0,00 % |
| Квемо-Картлі                  | 423 986   | 219 706      | 51,82 % | 176 417             | 41,61 % | 20 095       | 4,74 %  | 4849        | 1,14 % | 277            | 0,07 % | 2633   | 0,62 % | 9            | 0,00 % |
| Шида-Картлі                   | 263 382   | 254 495      | 96,63 % | 5419                | 2,06 %  | 824          | 0,31 %  | 825         | 0,31 % | 1399           | 0,53 % | 419    | 0,16 % | 1            | 0,00 % |
| Тбілісі                       | 110 8717  | 1 014 079    | 91,46 % | 14 640              | 1,32 %  | 37 500       | 3,38 %  | 25 993      | 2,34 % | 1281           | 0,12 % | 15 182 | 1,37 % | 42           | 0,00 % |

### Перепис 2002
Рідна мова по країні та в окремих національностей за переписом населення 2002 року: Архівна копія (груз.) (I ტომი — აღწერის ძირითადი შედეგები) — табл. № 24 // Підсумки перепису населення Грузії 2002 року [Архівовано 10 вересня 2018 у Wayback Machine.](груз.)
| рідна мова                | усьо- го  | % від усього населення країни | грузи- ни | азер- байд- жан- ці | вірме- ни | росі- яни | осети- ни | ін.    |
| ------------------------- | --------- | ----------------------------- | --------- | ------------------- | --------- | --------- | --------- | ------ |
| грузинська                | 3 677 995 | 84,14 %                       | 3 659 413 | 934                 | 5692      | 940       | 6189      | 4827   |
| азербайджанська           | 283 632   | 6,49 %                        | 71        | 283 414             | 12        | 5         | 5         | 125    |
| вірменська                | 235 653   | 5,39 %                        | 15        | 19                  | 235 531   | 11        | 7         | 70     |
| російська                 | 83 007    | 1,90 %                        | 1493      | 385                 | 7525      | 66 652    | 389       | 6563   |
| осетинська                | 31 381    | 0,72 %                        | 3         | -                   | 3         | -         | 31 372    | 3      |
| інші                      | 4256      | 0,10 %                        | 178       | 9                   | 166       | 63        | 66        | 3774   |
| мова своєї національності | 4 335 202 | 99,17 %                       | 3 659 413 | 283 414             | 235 531   | 66 652    | 31 372    | 58 820 |
| усе населення країни      | 4 371 535 | 100,00 %                      | 3 661 173 | 284 761             | 248 929   | 67 671    | 38 028    | 70 973 |

Вільно володіють іншою мовою (крім рідної) за переписом населення 2002 року:
| вільно володіють           | усьо- го  | % від всього населення країни | грузи- ни | азер- байд- жан- ці | вірме- ни | росі- яни | осети- ни | ін.    |
| -------------------------- | --------- | ----------------------------- | --------- | ------------------- | --------- | --------- | --------- | ------ |
| російською                 | 1 481 481 | 33,89 %                       | 1 234 293 | 75 207              | 120 543   | 742       | 13 760    | 36 936 |
| грузинським                | 221 376   | 5,06 %                        | 1243      | 43 024              | 81 414    | 36 642    | 23 527    | 35 526 |
| англійською                | 163 333   | 3,74 %                        | 153 066   | 614                 | 4018      | 3015      | 490       | 2130   |
| німецькою                  | 51 003    | 1,17 %                        | 48 749    | 161                 | 744       | 789       | 151       | 409    |
| вірменською                | 21 317    | 0,49 %                        | 11 852    | 517                 | 6232      | 1281      | 112       | 1323   |
| французькою                | 18 764    | 0,43 %                        | 17 717    | 145                 | 459       | 215       | 53        | 175    |
| осетинською                | 8727      | 0,20 %                        | 5214      | 16                  | 52        | 54        | 3362      | 29     |
| азербайджанською           | 7518      | 0,17 %                        | 4062      | 814                 | 1075      | 485       | 94        | 988    |
| іншою                      | 38 045    | 0,87 %                        | 29 290    | 1410                | 2560      | 1237      | 337       | 3211   |
| мовою своєї національності | 15 970    | 0,37 %                        | 1243      | 814                 | 6232      | 742       | 3362      | 3577   |
| усього                     | 2 671 585 | 61,11 %                       | 2 348 539 | 181 792             | 95 618    | 27 312    | 6038      | 12 286 |
| усе населення країни       | 4 371 535 | 100,00 %                      | 3 661 173 | 284 761             | 248 929   | 67 671    | 38 028    | 70 973 |

## Державна мова

Розповсюдження мов різних сімей на Кавказі

Державною мовою Грузії є грузинська, якою розмовляє близько 4 мільйонів осіб. Вона належить до групи кавказьких мов і з V ст. н. е. використовує власний алфавіт. Грузинська є рідною для більш ніж 80 % населення Грузії.

## Інші мови
З інших мов Грузії варто відзначити мегрельську (бл. 500 000 мовців), що належить до південнокавказької родини, індоєвропейську вірменську (бл. 450 000 мовців) та російську (кількість мовців помітно знизилася після розпаду СРСР), тюркська азербайджанська (бл. 300000 мовців), а також західнокавказька абхазька та східноіранська осетинська (останньою говорять близько 100 000 осіб).
Мови Грузії, якими розмовляють 10 000 і більше людей
- Грузинська — 3,2 млн, південнокавказька (картвельська);
- Мегрельська — 500 тис., південнокавказька (картвельська);
- Вірменська — 250 тис., індоєвропейська;
- Російська — 60 тис., індоєвропейський (слов'янська);
- Азербайджанська — 300 тис., тюркська;
- Осетинська — 35 тис., індоєвропейська, іранська.
- Абхазька — 20 тис., західнокавказька.

## Класифікація мов Грузії

Розселення народів картвельської родини мов

23 мови Грузії належать до шести різних мовних родин, три з яких — південнокавказька, західнокавказька та східнокавказька — є корінними кавказькими мовами. Нині ці групи не вважаються спорідненими. До трьох сімей, що залишилися, — індоєвропейської, тюркської та афразійської — належать мови, чиї носії переселилися на Кавказ вже пізніше (наприклад, вірмени осіли на Кавказі ще в VII столітті до н. е.). Наступна класифікація описує родинні зв'язки між мовами і кількість тих, хто розмовляє ними (примітка: цифри вказують лише кількість тих, хто розмовляє мовою в Грузії ; позначка «всього» охоплює як носіїв мови, так і тих, хто добре оволодів нею):
- Південнокавказька група (картвельська) загалом 4,5 млн говорять у Грузії
  - Картулі
    - Грузинський (картулі) (3 млн мовців, усього 5 млн)
      - Діалекти: імеретинський, лечхумінський, гурійський, аджарський, імеретинський, кахетинський, інгілойський, тушинський, хевсурський, мохівський, пшавський, мтіульський, ферейданський, месхо-джавахетський, мова грузинських євреїв

  - Чанська
    - Мегрельська (500 000)
    - Лазька (2000)

  - Сванська
    - Сванська (15 000)
- Західнокавказька група загалом 20 000 мовців у Грузії
  - Абхазька
    - Абхазька (абхази, що живуть у Грузії) (20 000) Діалекти: бзибський, абсуанський, самурзаканський.
- Східнокавказька група загалом 10 000 мовців у Грузії
  - Нахіська
    - Батиський (3500)
    - Чеченський (кілька тисяч біженців)

  - Дагестанська
    - Аварська
      - Лезгинський (близько 1400)

    - Лезгинська
      - Лезгинська (4000)
      - Удінська (1000)
- Індоєвропейська група загалом 700 000 (всього — 1,2 млн), мовців у Грузії
  - Вірменська
    - Вірменська (260 000)

  - Іранська
    - Північно-східна гілка
      - Осетинська (35 000)

    - Північно-західна гілка
      - Курманджі (40 000)

  - Грецька
    - Грецька (150 000)

  - Слов'янська гілка
    - Російська (всього — 62 000)
    - Українська (всього — 50 000)
    - Польська (близько 5000)
- Тюркська група Загалом 300 000 мовців у Грузії
  - Огузька
    - Азербайджанська (240 000)
    - Урумська (50 000)
    - Турецька (османська) (3000)

  - Кипчацька
    - Татарська (3000)
- Афразійська група в цілому лише 4000 носіїв у Грузії
  - Семітська гілка
    - Арамейська гілка
      - Бохтан-Нео арамейська (близько 1000)
      - Ассирійська (східно-ассирійська) (близько 3000)

Класифікація базується на нижченаведеному посиланні.